# Масарота (Верчели)
Масарота је насеље у Италији у округу Верчели, региону Пијемонт.
Према процени из 2011. у насељу је живело 76 становника. Насеље се налази на надморској висини од 226 м.